# 聡 (小惑星)
聡（さとし、14927 Satoshi）は小惑星帯にある小惑星。北海道の円舘金と渡辺和郎が発見した。
日本人宇宙飛行士の古川聡に因んで名付けられた。